# Topo Boquerón
El Topo Boquerón es una formación de montaña ubicada en el extremo oeste del estado La Guaira, Venezuela. A una altitud promedio entre 1811 m s. n. m. y 1830 m s. n. m. el Topo Boquerón es el punto más elevado del parque nacional Macarao y una de las montañas más altas en La Guaira. 

## Acceso
Sobre el Topo Boquerón se asienta la comunidad rural de «Las Lapas» al que se llega por un camino que parte de la carretera Carayaca-El Junquito subiendo por el Pico La Media Legua. Se llega también por el sur subiendo por la Carretera Junquito-Colonia Tovar a nivel de Geremba.